# Saluda (rivière)
Pour les articles homonymes, voir Saluda.
La rivière Saluda est un affluent principal de la rivière Congaree, faisant environ 320 km de long, dans le nord et l’ouest de la Caroline du Sud aux États-Unis. Via la rivière Congaree, elle fait partie du bassin versant de la fleuve Santee, qui se jette dans l’océan Atlantique.

## Cours
La rivière Saluda est formée à environ 15 km au nord-ouest de la ville de Greenville, sur la frontière commune des comtés de Greenville et de Pickens, par la confluence de ses fourches nord et sud, dont chacune prend sa source dans les Blue Ridge Mountains tout près de la frontière de la Caroline du Nord à Saluda :
- la rivière North Saluda coule généralement vers le sud-sud-ouest à travers le nord du comté de Greenville, après Marietta ;
- la rivière South Saluda coule généralement vers le sud-est à la frontière entre Greenville et le comté de Pickens, recevant la rivière Oolenoy et la rivière Middle Saluda, qui prend sa source dans le parc d’État de Jones Gap et coule généralement vers le sud à travers le nord-ouest du comté de Greenville.

À partir de cette confluence, la rivière Saluda coule généralement vers le sud-est à travers la région de Piedmont, puis arose les villes de Piedmont, West Columbia et rejoint la rivière Broad à Columbia pour former la rivière Congaree.